# Duitse Democratische Republiek op de Olympische Winterspelen 1972
Tijdens de Olympische Winterspelen van 1972, die in Sapporo (Japan) werden gehouden, nam de Duitse Democratische Republiek (DDR) voor de tweede keer deel.

## Medailleoverzicht
| Sport              | Olympiër                                                      | Discipline             | Medaille |
| ------------------ | ------------------------------------------------------------- | ---------------------- | -------- |
| Noordse combinatie | Ulrich Wehling                                                | mannen                 | Goud     |
| Rodelen            | Wolfgang Scheidel                                             | mannen                 | Goud     |
| Rodelen            | Anna-Maria Müller                                             | vrouwen                | Goud     |
| Rodelen            | Horst Hörnlein Reinhard Bredow                                | dubbel                 | Goud     |
| Biatlon            | Hansjörg Knauthe                                              | 20 km (m)              | Zilver   |
| Rodelen            | Harald Ehrig                                                  | mannen                 | Zilver   |
| Rodelen            | Ute Rührold                                                   | vrouwen                | Zilver   |
| Biatlon            | Hansjörg Knauthe Joachim Meischner Dieter Speer Horst Koschka | 4x7,5 km estafette (m) | Brons    |
| Kunstrijden        | Manuela Groß Uwe Kagelmann                                    | paarrijden             | Brons    |
| Noordse combinatie | Karl-Heinz Luck                                               | mannen                 | Brons    |
| Rodelen            | Wolfram Fiedler                                               | mannen                 | Brons    |
| Rodelen            | Margit Schumann                                               | vrouwen                | Brons    |
| Rodelen            | Klaus-Michael Bonsack Wolfram Fiedler                         | dubbel                 | Brons    |
| Schansspringen     | Rainer Schmidt                                                | grote schans (m)       | Brons    |

## Deelnemers en resultaten

### Biatlon
| Olympiër                                                      | Discipline             | Resultaat | Prestatie                                                                                            |
| ------------------------------------------------------------- | ---------------------- | --------- | --- |
| Hansjörg Knauthe                                              | 20 km (m)              | Zilver    | 1:16.07,60 (+12,10) pen.: 1 (1 / 0 / 0 / 0)                                                          |
| Dieter Speer                                                  | 20 km (m)              | 13e       | 1:20.43,63 (+4.48,13) pen.: 7                                                                        |
| Günter Bartnik                                                | 20 km (m)              | 15e       | 1:21.01,73 (+5.06,23) pen.: 5                                                                        |
| Horst Koschka                                                 | 20 km (m)              | 20e       | 1:22.24,58 (+6.29,08) pen.: 5                                                                        |
| Hansjörg Knauthe Joachim Meischner Dieter Speer Horst Koschka | 4x7,5 km estafette (m) | Brons     | 1:54.57,67 (+3.12,75) pen.: 4-12 (0-1 / 0-3 / 2-5 / 2-3) (28.11,72 / 28.35,86 / 28.50,72 / 29.19,37) |

### Kunstrijden
| Olympiër                    | Discipline | Resultaat | Prestatie               |
| --------------------------- | ---------- | --------- | ----------------------- |
| Jan Hoffmann                | mannen     | 6e        | pc. 55,0; 2567,6 punten |
| Sonja Morgenstern           | vrouwen    | 6e        | pc. 53,0; 2579,4 punten |
| Christine Errath            | vrouwen    | 8e        | pc. 78,0; 2489,3 punten |
| Manuela Groß Uwe Kagelmann  | paarrijden | Brons     | pc. 29,0; 411,8 punten  |
| Annette Kansy Axel Salzmann | paarrijden | 8e        | pc. 68,0; 392,6 punten  |

### Langlaufen
| Olympiër                                                    | Discipline            | Resultaat | Prestatie                                                         |
| ----------------------------------------------------------- | --------------------- | --------- | ----------------------------------------------------------------- |
| Rainer Groß                                                 | 15 km (m)             | 26e       | 48.05,86 (+2.37,62)                                               |
| Rainer Groß                                                 | 50 km (m)             | 18e       | 2:50.16,91 (+7.02,16)                                             |
| Gerd Heßler                                                 | 15 km (m)             | 25e       | 48.04,15 (+2.35,91)                                               |
| Gerd Heßler                                                 | 30 km (m)             | 18e       | 1:41.37,47 (+5.06,32)                                             |
| Gert-Dietmar Klause                                         | 15 km (m)             | 13e       | 46.34,40 (+1.06,16)                                               |
| Gert-Dietmar Klause                                         | 30 km (m)             | 8e        | 1:39.15,54 (+2.44,39)                                             |
| Gert-Dietmar Klause                                         | 50 km (m)             | 9e        | 2:46.17,43 (+3.02,68)                                             |
| Eberhard Klessen                                            | 30 km (m)             | 27e       | 1:43.15,99 (+6.44,84)                                             |
| Eberhard Klessen                                            | 50 km (m)             | 16e       | 2:49.53,01 (+6.38,26)                                             |
| Axel Lesser                                                 | 15 km (m)             | 6e        | 46.17,01 (+48,77)                                                 |
| Axel Lesser                                                 | 30 km (m)             | 12e       | 1:39.49,24 (+3.18,09)                                             |
| Gerd Heßler Axel Lesser Gerhard Grimmer Gert-Dietmar Klause | 4x10 km estafette (m) | 6e        | 2:10.03,73 (+5.15,79) (32.19,74 / 31.09,53 / 33.49,31 / 32.45,15) |
|                                                             |                       |           |                                                                   |
| Renate Fischer                                              | 5 km (v)              | 14e       | 17.41,07 (+40,57)                                                 |
| Renate Fischer                                              | 10 km (v)             | 9e        | 35.46,96 (+1.29,14)                                               |
| Gabriele Haupt                                              | 5 km (v)              | 20e       | 17.55,04 (+54,54)                                                 |
| Gabriele Haupt                                              | 10 km (v)             | 18e       | 36.38,41 (+2.20,59)                                               |
| Christine Phillip                                           | 5 km (v)              | 30e       | 18.17,02 (+1.16,52)                                               |
| Christine Phillip                                           | 10 km (v)             | 31e       | 37.51,76 (+3.33,94)                                               |
| Anni Unger                                                  | 5 km (v)              | 28e       | 18.13,19 (+1.12,69)                                               |
| Anni Unger                                                  | 10 km (v)             | 20e       | 36.45,24 (+2.27,42)                                               |
| Gabriele Haupt Renate Fischer Anni Unger                    | 3x5 km estafette (v)  | 5e        | 50.28,45 (+1.42,30) (17.37,32 / 16.49,56 / 16.01,57)              |

### Noordse combinatie
| Olympiër        | Discipline | Resultaat | Prestatie                                       |
| --------------- | ---------- | --------- | ----------------------------------------------- |
| Ulrich Wehling  | mannen     | Goud      | 413,340 punten schans: 200,9 p 15 km: 212,440 p |
| Karl-Heinz Luck | mannen     | Brons     | 398,800 punten schans: 178,8 p 15 km: 220,000 p |
| Günther Deckert | mannen     | 9e        | 382,970 punten schans: 183,4 p 15 km: 199,570 p |
| Hans Hartleb    | mannen     | 18e       | 369,505 punten schans: 183,9 p 15 km: 185,605 p |

### Rodelen
| Olympiër                              | Discipline | Resultaat | Prestatie                                       |
| ------------------------------------- | ---------- | --------- | ----------------------------------------------- |
| Wolfgang Scheidel                     | mannen     | Goud      | 3.27,58 (52,17 / 52,06 / 51,58 / 51,77)         |
| Harald Ehrig                          | mannen     | Zilver    | 3.28,39 (+0,81) (52,60 / 52,32 / 51,74 / 51,73) |
| Wolfram Fiedler                       | mannen     | Brons     | 3.28,73 (+1,15) (53,04 / 52,55 / 51,61 / 51,53) |
| Klaus-Michael Bonsack                 | mannen     | 4e        | 3.29,16 (+1,58) (52,98 / 52,72 / 51,54 / 51,92) |
| Anna-Maria Müller                     | vrouwen    | Goud      | 2.59,18 (45,00 / 45,00 / 44,86 / 44,32)         |
| Ute Rührold                           | vrouwen    | Zilver    | 2.59,49 (+0,31) (44,95 / 45,23 / 44,76 / 44,55) |
| Margit Schumann                       | vrouwen    | Brons     | 2.59,54 (+0,36) (44,95 / 45,38 / 44,65 / 44,56) |
| Horst Hörnlein Reinhard Bredow        | dubbel     | Goud      | 1.28,35 (44,27 / 44,08)                         |
| Klaus-Michael Bonsack Wolfram Fiedler | dubbel     | Brons     | 1.29,16 (+0,81) (44,69 / 44,47)                 |

### Schaatsen
| Olympiër           | Discipline | Resultaat | Prestatie        |
| ------------------ | ---------- | --------- | ---------------- |
| Ruth Budzisch      | 500 m (v)  | 13e       | 45,78 (+2,45)    |
| Ruth Budzisch      | 1000 m (v) | 33e       | 1.52,65 (+21,25) |
| Rosemarie Taupadel | 1000 m (v) | 12e       | 1.33,79 (+2,39)  |
| Rosemarie Taupadel | 1500 m (v) | 5e        | 2.22,35 (+1,50)  |
| Rosemarie Taupadel | 3000 m (v) | 15e       | 5.12,85 (+20,71) |

### Schansspringen
| Olympiër              | Discipline         | Resultaat | Prestatie                                           |
| --------------------- | ------------------ | --------- | --------------------------------------------------- |
| Hans-Georg Aschenbach | normale schans (m) | 31e       | 198,5 punten 103,1 p. (74,0 m) + 95,4 p. (69,5 m)   |
| Henry Glaß            | normale schans (m) | 18e       | 211,8 punten 109,5 p. (78,0 m) + 102,3 p. (73,5 m)  |
| Henry Glaß            | grote schans (m)   | 20e       | 183,0 punten 97,9 p. (91,0 m) + 85,1 p. (84,0 m)    |
| Rainer Schmidt        | normale schans (m) | 15e       | 217,2 punten 114,5 p. (80,5 m) + 102,7 p. (75,0 m)  |
| Rainer Schmidt        | grote schans (m)   | Brons     | 219,3 punten 106,4 p. (98,5 m) + 112,9 p. (101,0 m) |
| Manfred Wolf          | normale schans (m) | 38e       | 195,0 punten 109,2 p. (77,5 m) + 85,8 p. (81,0 m)   |
| Manfred Wolf          | grote schans (m)   | 5e        | 215,1 punten 120,3 p. (107,0 m) + 94,8 p. (89,5 m)  |
| Heinz Wosipiwo        | grote schans (m)   | 39e       | 159,6 punten 74,3 p. (82,0 m) + 85,3 p. (87,0 m)    |

Argentinië · Australië · België · Bondsrepubliek Duitsland · Bulgarije · Canada · Duitse Democratische Republiek · Filipijnen · Finland · Frankrijk · Griekenland · Groot-Brittannië · Hongarije · Iran · Italië · Japan · Joegoslavië · Libanon · Liechtenstein · Mongolië · Nederland · Nieuw-Zeeland · Noord-Korea · Noorwegen · Oostenrijk · Polen · Roemenië · Sovjet-Unie · Spanje · Taiwan · Tsjecho-Slowakije · Verenigde Staten · Zuid-Korea · Zweden · Zwitserland